# سیریوس اکس‌ام
سیریوس اکس‌ام (انگلیسی: Sirius XM) شرکت رسانه‌ای آمریکایی است، که در سال ۲۰۰۸ توسط مارتین روتبلات، دیوید مارگولزی و رابرت بریسکمن تأسیس شد.